# Dwight Dickerson
Lowell Dwight Dickerson (* 26. Dezember 1944 in Los Angeles) ist ein US-amerikanischer Jazzmusiker (Piano, Keyboard).

## Leben und Wirken
Dickerson wuchs in Los Angeles auf, wo er in den 1960er-Jahren in der lokalen Jazzszene aktiv wurde. Er arbeitete im Laufe seiner Karriere als professioneller Pianist und Keyboarder mit Gene Ammons, Red Holloway und Tootie Heath. Erste Aufnahmen entstanden um 1967 mit Bola Sete (Shebab); in den folgenden Jahren war er auch an Aufnahmen von Charles Owens, Leroy Vinnegar, Bobby Hutcherson, Henry Franklin, Pat Britt, Anita O’Day, Benny Powell, Nick Brignola und Rickey Woodard beteiligt. Seine Arbeit reicht laut Allmusic von Hard Bop und funkigem, Groove-orientiertem Soul-Jazz bis hin zu modalem Post-Bop. Zu  seinen Einflüssen zählen unter anderem Horace Silver, McCoy Tyner, Kenny Barron und Bud Powell.
In den 1980er-Jahren begann Dickerson unter eigenem Namen aufzunehmen; sein mit Louis Spears und Carl Burnett entstandenes Debütalbum Sooner or Later erschien bei Discovery Records. 1992 nahm Dickerson Dwight's Rights (mit Holloway am Tenorsaxophon) für das kleine Label Night Life auf. 2000 wirkte er bei dem Album Simple Life des Sängers David Coss mit. Im Bereich des Jazz war er laut Tom Lord zwischen 1967 und 2011 an 36 Aufnahmesessions beteiligt.
Nachdem Dickerson mit seiner Frau Cassandra ungefähr ein Jahrzehnt in Dubai gelebt hatte, kehrte das Paar nach New York zurück und gründete in Harlem den Jazzclub Cassandra’s Jazz Club and Gallery, in dem er als Hauspianist auftrat.